# الجوة (شبام)

'

تعديل مصدري - تعديل

الجوة هي إحدى قرى عزلة شبام بمديرية شبام التابعة لمحافظة حضرموت، بلغ تعداد سكانها 205 نسمة حسب تعداد اليمن لعام 2004.